# Филип Пауличке
Филип Пауличке (на немски: Philipp Paulitschke) е австрийски географ, пътешественик-изследовател на Африка от чешки произход.

## Ранни години (1854 – 1880)
Роден е на 24 септември 1854 година в Бърно, Моравия, Австро-Унгария (днес част от Чехия), в семейството на лесничей. След като през 1872 завършва гимназия в Любляна, учи класическа филология, география и история в Грац (1872 – 1874) и Виена (1874 – 1876). От 1877 е учител по латински и гръцки език в Зноймо и в гимназията в Херналс. На 9 юли 1879 г. получава докторска степен по география и от 1883 е преподавател в Университета във Виена.

## Експедиционна дейност (1880 – 1885)
В периода 1880 – 1884 извършва няколко експедиции в Европа, Египет и Судан.
През 1884 – 1885 взема участие в експедицията на австрийския ловец-спортист Доминик Елдер Камел фон Хардегер в Сомалия и Етиопия. Експедицията извършва пътешествие от Зейла (в Североизточна Сомалия) на югозапад до селището Бийо Уореба (8°54′ с. ш. 42°12′ и. д. / 8.9° с. ш. 42.2° и. д.) в горното течение на река Ерер (ляв приток на Уаби Шебели).
Независимо че експедицията не успява да се придвижи по на запад, научните ѝ достижения са доста внушителни: извършена е точна маршрутна снимка, съпроводена с астрономически определяния на координатите и барометрични измервания на височините, извършени са ценни физико-географски, геоложки, метеороложки и етнографски наблюдения, събрани са естественоисторически колекции. Краткият отчет на Пауличке за проведените изследвания е поместен веднага след неговото завръщане от Африка в „Съобщенията на Петерман“, а по-късно той издава обстоятелствено описание на своето пътешествие в книгата „Harrar-Forschungsreise nach den Somal-und Gallaländern Ostafrikas“ (Leipzig, 1888). По събраните материали от пътешествието подготвя монографията „Beiträge zur Ethnographie und Anthropologie der Somal, Galla und Harrari“ (Leipzig, 1886). Публикува и геоложка карта на изследваната от него територия и съставена на основа на получената от предшествениците си информация за горния басейн на река Уаби Шебели.

## Следващи години (1888 – 1899)
От 1888 Пауличке изнася лекции по етнология във Виенския университет, а от 1889 до смъртта си е учител в гимназия в квартал Йозефщад във Виена.
Умира на 11 декември 1899 година във Виена на 45-годишна възраст.

## Публикации
Освен по-горе споменатите трудове, Паулички публикува още редица съчинения по география и етнография на Африка:
- „Die geographische Erforschung des afrikanischen Kontinents von den ältesten zeiten bis auf unsere Tage“, Wien (1880);
- „Die Afrikalitteratur von 1500 bis 1750“, Wien (1881);
- „Leitfaden der geographischen Verkehrslehre“, Breslau (1881);
- „Die geographische Erforschung der Adalländer und Harrars in Ostafrika“, Leipzig (1884);
- „Die Sudanländer nach dem gegenwärtigen Stande der Kenntnis“, Freiburg (1885);
- „Ethnographie Nordostafrikas“, 2 Bde. Berlin (1893 – 96).